# کیفرستانی اینترنتی
هوشیاری اینترنتی عمل انجام فعالیت‌های هوشیارانه از طریق اینترنت است. این اصطلاح شامل کیفرستانی در برابر کلاهبرداری‌های مورد ادعا، جنایات و رفتارهای غیر مرتبط با اینترنت است.
گستره گسترده تعامل رسانه ای و آنلاین کیفرستانان را قادر می‌سازد تا از روش‌های خاص اینترنت برای توزیع عدالت برای طرف‌هایی که آنها را فاسد می‌دانند، اما مرتکب جرم رسمی مرتکب نشده‌اند یا توسط نظام عدالت کیفری پاسخگو نبوده‌اند، استفاده کنند.
هوشیاری اینترنتی در اوایل دهه ۲۰۰۰ سرچشمه گرفت و از آن زمان به گونه ای تکامل یافته‌است که روش‌های مختلفی مانند هک، طعمه گذاری و خوارسازی عمومی را شامل می‌شود. کیفرستانی اینترنتی بسته به موقعیت مکانی در محرک فرهنگی و سیاسی تغییر می‌کند و بسته به زمینه، روابط متفاوتی با اقتدار دولتی دارد. گروه هاو همچنین افراد کیفرستان اینترنتی زیادی وجود دارند.

## روش‌ها
اینها روش‌های کیفرستانی اینترنتی هستند که استفاده شده یا برای استفاده پیشنهاد شده‌اند:

### خوارساختن آنلاین
عمل شرمساری عمومی سایر کاربران اینترنتی به صورت آنلاین. کسانی که در فضای مجازی خوار می‌شوند، لزوماً مرتکب خبط و خطای اجتماعی‌ای نشده‌اند. خوارسازی آنلاین ممکن است برای گرفتن انتقام (به عنوان مثال، به شکل پورنوگرافی انتقام جویانه)، تهمت زدن، باج گیری، یا تهدید سایر کاربران اینترنت استفاده شود. احساسات، رسانه‌های اجتماعی به‌عنوان یک محصول فرهنگی، و فضای رسانه‌ای، همه عوامل مهمی برای این هستند که شرم‌سازی آنلاین چطور دریافته خواهد شد.

### داکسینگ
عمل انتشار اطلاعات شخصی به صورت آنلاین برای تنبیه اجتماعی هدف. در سال ۲۰۱۹، پس از اینکه از یک نوجوان، به نام نیک سندمن و یک فعال سرخپوست آمریکایی، به نام ناتان فیلیپس در یک تظاهرات اعتراضی فیلم‌برداری شد که در فضای مجازی پخش شد، سنای کنتاکی لایحه‌ای را برای ممنوعیت آزار و اذیت کودکان پیشنهاد کرد. پدر سندمن مدعی شد که پسرش «احساس برانگیزترین حمله توییتری به یک کودک خردسال در تاریخ اینترنت» را تحمل کرده‌است.

### خوارسازی مجدد
خوارسازی عمومی بر اساس این دیدگاه که منظور از خوارسازی رفتار است نه هدف، و اینکه هدف می‌تواند توبه کند و دوباره در جامعه ادغام شود. این رویکرد از شرم به عنوان وسیله ای برای کنترل اجتماعی و بازدارنده از انحراف از هنجارهای اجتماعی استفاده می‌کند.

## قانونی بودن
در سال ۲۰۰۲ در ایالات متحده، نماینده هوارد برمن ، قانون پیشگیری از دزدی  همتا به همتا را پیشنهاد کرد، که دارندگان حق تکثیر را از مسئولیت در قبال اتخاذ اقداماتی برای جلوگیری از توزیع، تولید مثل یا نمایش آثار دارای حق تکثیر خود در شبکه‌های کامپیوتری نظیر به نظیر محافظت می‌کرد. برمن اظهار داشت که این قانون به دارندگان حق چاپ «هم هویج و هم چوب» می‌داد و گفت که «صاحبان حق تکثیر باید آزاد باشند تا از اقدامات خودیاری معقول و محدود برای خنثی کردن دزدی P2P استفاده کنند، اگر می‌توانند بدون ایجاد آسیب این کار را انجام دهند.» جیمز دی. میلر، استادیار کالج اسمیت، تهدیداتی را که چنین اقداماتی برای حریم خصوصی کاربران قانونی اینترنت ایجاد می‌کند، تأیید کرد، اما آن را با سایر اقدامات موفق در مبارزه با جرم و جنایت که می‌تواند به حریم خصوصی تجاوز کند، مانند فلزیاب‌ها در فرودگاه‌ها، مقایسه کرد.

## گروه‌های کیفرستان اینترنتی
بسیاری از گروه‌های هوشیار اینترنتی با انگیزه‌ها و سطوح مختلف ناشناس در اینترنت نفوذ کرده‌اند.
انانیمس یک گروه هکریست مسئول عملیات پیبک.